# Thèze (Pyrénées-Atlantiques)
Thèze ist eine französische Gemeinde mit 890 Einwohnern (Stand 1. Januar 2022) im Département Pyrénées-Atlantiques in der Region Nouvelle-Aquitaine (vor 2016: Aquitanien). Die Gemeinde gehört zum Arrondissement Pau und zum Kanton Terres des Luys et Coteaux du Vic-Bilh (bis 2015: Hauptort des Kantons Thèze).
Der Name in der gascognischen Sprache lautet Tèsa. Er ist eine Ableitung des lateinischen Wortes tensa (deutsch verteidigte Erde).
Die Einwohner werden Thésois und Thésoises genannt.

## Geographie
Thèze liegt ca. 20 km nördlich von Pau in der gascognischen Region Vic-Bilh in der historischen Provinz Béarn.
Zu Thèze gehören neben der Hauptsiedlung auch die Weiler Bazet, Bounahé, Le Bourg, Lafitte, Lanot, Laslanottes, Lucy, Mourchette und Pédelebat.
Umgeben wird der Ort von den Nachbargemeinden:
| Lème  | Garlède-Mondebat                            | Lalonquette      |
| Auga  | Kompassrose, die auf Nachbargemeinden zeigt | Miossens-Lanusse |
| Viven | Argelos                                     | Auriac           |

Thèze liegt im Einzugsgebiet des Flusses Adour.
Einer seiner Nebenflüsse, der Louts, durchquert das Gebiet der Gemeinde ebenso wie der Luy de France.

## Geschichte
Mehrere archäologische Funde belegen die Existenz von Bewohnern des Landstrichs seit der Urgeschichte. Es handelt sich um Keramikfragmente an der Stelle eines ehemaligen befestigten Lagers, das von einem zehn Meter hohen Wall und einem Graben umsäumt war, und mehrere Hügelgräber entlang eines alten Höhenwegs und in der Nähe des Lagers. Das Dorf selbst ist seit dem ersten und zweiten Jahrhundert v. Chr. besiedelt.
Im frühen 13. Jahrhundert bauten die Grundherren ihren Wohnsitz auf einer Motte. Das Oval maß rund 15 Meter in der Höhe, 20 Meter in der Länge und zehn Meter in der Breite und enthielt eine Marienstatue Nouste Dama dou Mouta. 1476 teilte der Vicomte von Béarn die Grundherrschaft mit dem Grundherrn von Andoins. 1675 gelangte die Motte in den Besitz der Gemeinde. Seit dem 14. Jahrhundert unterstand das Dorf direkt dem Vicomte von Béarn. Die Bewohner erfuhren Rechte und Freiheiten, mussten die Gemeinde im Gegenzug aber befestigen und eine ständige Garnison unterhalten. Dies war durch die strategischen Lage in der Nähe der Grenze zur im Hundertjährigen Krieg englisch beherrschten Gascogne begründet. Gewählte Magistrate, die für Ordnung und Rechtsprechung zuständig waren, und der Bailli, der Vertreter des Vicomtes, verwalteten das Dorf. Bei der Volkszählung des Béarn im Jahre 1385 wurden 41 Haushalte gezählt. Thèze war Sitz eines Erzpriestertums des Bistums Lescar und eines Notariats. Bei der Neuordnung der Territorien zu Beginn der Französischen Revolution wurde Thèze Hauptort eines Kantons des Départements Basses-Pyrénées.
Toponyme und Erwähnungen von Thèze waren:
- Tese (12. Jahrhundert, Urkunden des Malteserordens von Caubin),
- Theesa (1270, Kopialbuch des Schlosses von Pau, Nr. 1),
- Teesa (1286, Urkunden der Vicomté von Béarn),
- Teeza (1301, Eintragung der Kirche Sainte-Foi in Morlaàs),
- Theese (1376, Militärschau, Blatt 128),
- Tezee und Teze (1385 bzw. 14. Jahrhundert, Volkszählung des Béarn),
- Teza und Pierre de Theze (1544 bzw. 1675, réformation de Béarn, Manuskriptsammlung des 16. bis 18. Jahrhunderts),
- Theze (1750, 1793 und 1801, Karte von Cassini, Notice Communale bzw. Bulletin des lois) und
- Thèze (1863, Dictionnaire topographique du département des Basses-Pyrénées).[7][8][9]

### Einwohnerentwicklung
Die Gemeinde erreichte einen ersten Höchststand ihrer Größe mit rund 800 Einwohnern in der Zählung von 1821. In der Folgezeit blieb die Einwohnerzahl bis zum Ersten Weltkrieg auf einem Niveau von rund 500 Einwohnern. Anschließend stagnierte die Größe bis zu den 1950er Jahren auf 315 Einwohner, bevor ein zeitweise starker Aufwärtstrend einsetzte, der neue Höchststände erreicht hat und heute noch anhält.
| Jahr      | 1962 | 1968 | 1975 | 1982 | 1990 | 1999 | 2006 | 2009 | 2022 |
| --------- | ---- | ---- | ---- | ---- | ---- | ---- | ---- | ---- | ---- |
| Einwohner | 350  | 345  | 345  | 455  | 568  | 697  | 769  | 807  | 890  |

## Sehenswürdigkeiten

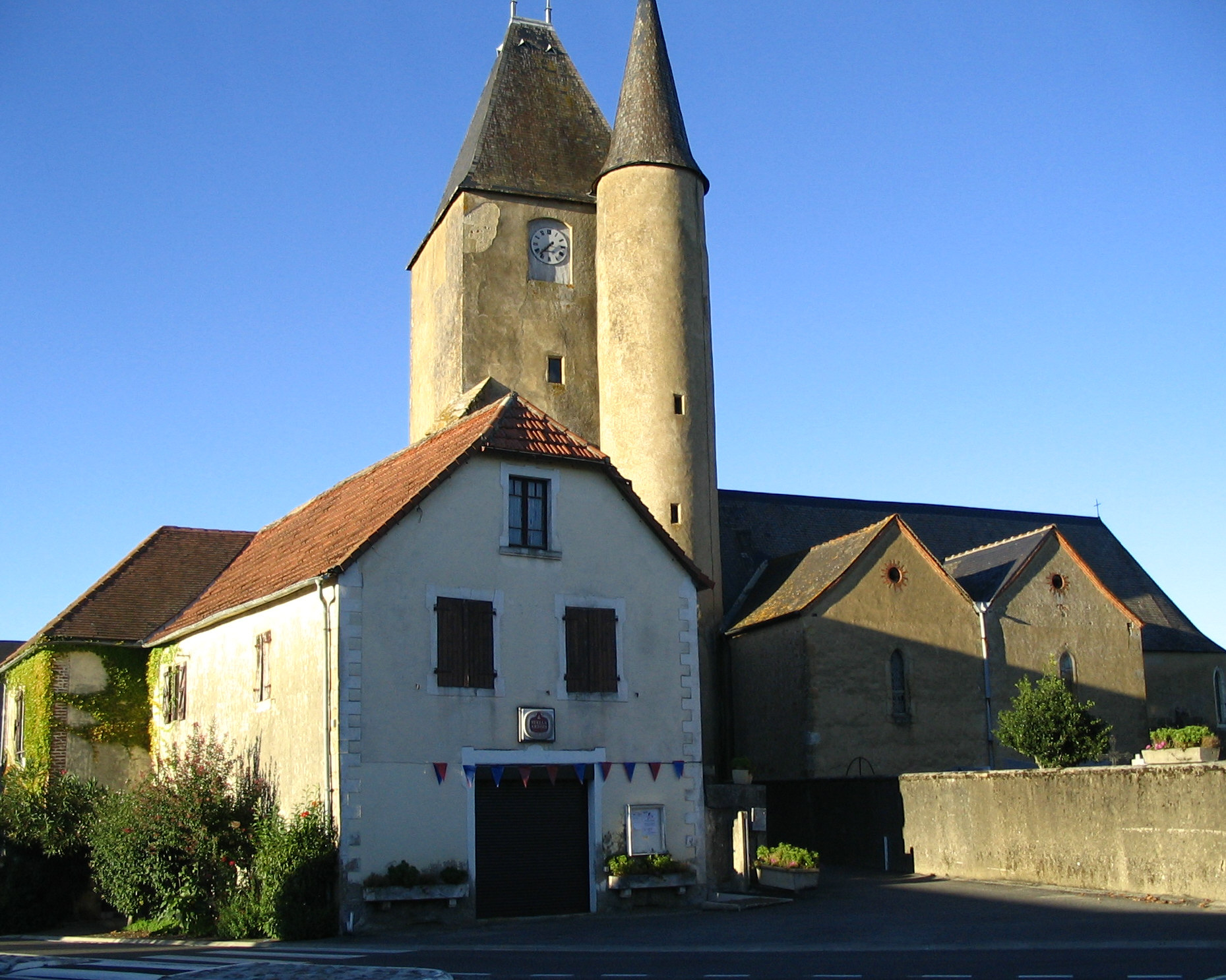
Pfarrkirche Saint-Pierre

- Pfarrkirche, geweiht dem Apostel Petrus. Sie wurde am Ende des 11. oder zu Beginn des 12. Jahrhunderts errichtet und zur Hälfte an das Bistum Lescar geschenkt. Vom Bauwerk des 12. Jahrhunderts bestehen heute noch die schmalen Rundbogenfenster und unteren Abschnitte der halbrunden Apsis aus Sandstein sowie der Großteil der östlichen Fassade. Umfangreiche Änderungen wurden im späten 15. oder im frühen 16. Jahrhundert vorgenommen als Folge eines Teilabrisses des nördlichen Seitenschiffs, der oberen Partien des Hauptschiffs und der Apsis. Diese Bauphase ist an den Kapitellen der Säulen am Eingang des Chors mit ihren flachen Blattwerkverzierungen und an den Blendsäulen an den seitlichen Arkaden des Hauptschiffs zu erkennen. Der viereckige Glockenturm über dem Eingangsvorbau wurde vermutlich nicht vor dem Ende des 16. Jahrhunderts fertiggestellt. Rechteckige Fenster an der Südseite erleuchten das Innere, in dem eine Spindeltreppe zu den oberen Stockwerken des Turms führt. Eine Tourelle ist an dem Turm gebaut, der von Strebewerken gestützt wird. Der Eingangsvorbau ist mit einem Kreuzrippengewölbe ausgestattet und birgt ein reich verziertes Eingangsportal aus dem 16. Jahrhundert im Stil der Renaissance. Die Sakristei wurde 1860 errichtet, das südliche Seitenschiff im Jahre 1866. das Balkenwerk des Glockenturms wurde 1902 ausgebessert. Eine Restaurierung in jüngster Zeit führte zum Verlust des Innendekors des Chors. Die Pfarrkirche ist seit dem 17. Januar 1997 als Monument historique klassifiziert.[12][13][14] An einer Außenwand der Kirche befindet sich eine Statue des heiligen Petrus als ein Mann mit starker Statur, mit Bart und großer Haarfülle. Er steht aufrecht mit den Schlüsseln des Heils der Seelen und des Paradieses in beiden Händen haltend und mit einem Hahn zu seinen Füßen.[15] Ein Seitenaltar der Kirche mit einem Tabernakel aus Eichen- oder Kastanienholz datiert aus dem 17. Jahrhundert und ist der Jungfrau Maria gewidmet. Auf der Tür des Tabernakels erscheint eine Monstranz, auf den Seiten die Heiligen Lukas und Markus als Flachreliefs. Zwei Säulen, die Marmor imitierend bemalt sind, und ein Schweifgiebel rahmen das Altarretabel ein. Auf dem Giebel erscheint Gottvater als Hochrelief in einer reichen Verzierung von versilberten Wolken.[16][17] Ein anderer Seitenaltar der Kirche ist auf ein 1,90 m × 1,35 m Ölgemälde ausgerichtet. Es datiert aus dem 19. Jahrhundert und illustriert das Motiv des heiligsten Herzen Jesu. Der Altar besteht aus einem hohlen Sarkophag, der Reliefs aus gegossenem und vergoldetem Gips trägt. Sein Tabernakel aus Holz, der in den Jahren zwischen 1720 und 1740 entstanden ist, stellt in einem Relief Jesus als Ecce homo dar. Vier Schlangensäulen rahmen seine Vorderseite und die Seitenpartien ein.[18][19] Viele weitere Ausstattungsgegenstände der Kirche stammen aus dem 17. bis 20. Jahrhundert und sind als nationale Kulturgüter registriert.[13]

- Schloss Fanget. Magdalena, die Schwester des französischen Königs Karl VII. und Regentin der Vicomté von Béarn adelte 1476 das Haus Fanget. Im 16. Jahrhundert gehörte es der Familie Lanusse, im darauffolgenden Jahrhundert kaufte es die Familie Vergès. Jacques Vergès ließ das heutige Anwesen im späten 17. Jahrhundert errichten. Im 18. Jahrhundert wurde es mit einem Eckpavillon erweitert, der mit einem dekorativen Dachgiebel ausgestattet wurde. Maskarone blicken von den Scheiteln der Rundbogenfenster des Eckpavillons herunter. Das Gebäude besitzt zwei Etagen mit großen Fenstern, die im ersten Stock höher ausgefallen sind als im Erdgeschoss. Der Eingang ist mit einem gesprengten Giebel verziert. Darüber befindet sich ein kleiner halbrunder Giebel, an seinen Seiten zwei aufrecht stehende Löwen. Das Schloss wurde 1959 von der Gemeinde gekauft, und heute ist das Rathaus hier untergebracht. Durch die Klassifizierung als Monument historique am 1. August 1960 konnte das Gebäude vor dem Abriss gerettet werden. Nur der frühere Taubenschlag wurde 1964 abgebrochen.[20][21][22]

- Haus Lagarrigue. Françoise Lagarrigue heiratete im Jahre 1689 François Fanget und verfestigte die Bande der lokalen Aristokratie. Zu ihrer Familie zählten ein Offizier des französischen Königs Heinrich IV. und ein Musketier. Das Haus wurde im 18. Jahrhundert gegenüber der Pfarrkirche gebaut. Es besitzt zwei Stockwerke und ein Dachgeschoss. Zum Gebäude gehörten eine Scheune, ein Garten und ein runder Taubenschlag, der sich auf dem Erdhügel der ehemaligen Motte befindet. Seine Wände haben einen Durchmesser von 70 cm und seine 100 einfache und 250 verzierte Nistlöcher sind aus Stein und aus Backstein. Das Haus Lagarrigue wird heute als Postamt genutzt.[23][24][25]

## Wirtschaft und Infrastruktur
Handel und Dienstleistungen sind die wichtigsten Wirtschaftsfaktoren der Gemeinde.

### Bildung
Die Gemeinde verfügt über eine öffentliche Vorschule mit 46 Schülerinnen und Schülern im Schuljahr 2017/2018 und eine öffentliche Grundschule mit 76 Schülerinnen und Schülern.

### Sport und Freizeit
Thèze besitzt einen Verein der Rugby Union, Avant Garde de Thèze (AGT), einen Basketball-Verein, Basket Nord Béarn, und einen Mountainbike-Verein, Les Randonneurs Cyclos Théziens.

### Verkehr
Thèze ist erreichbar über die Routes départementales 44, 208, 214 und 944 der ehemaligen Route nationale 644, sowie über die Autoroute A65, genannt Autoroute de Gascogne, die das südliche Gemeindegebiet durchquert. Die Ausfahrt 9 ist als Trompete in rechtsgeführter Form gebaut und über einen Kreisverkehr an die D 834 angeschlossen.